# Jed Whedon
Jed Tucker Whedon (New York, 18 luglio 1974) è uno sceneggiatore e musicista statunitense.

## Biografia

### Primi anni
Nato a New York, in una famiglia di sceneggiatori televisivi da generazioni: Jed è nipote di John Whedon e figlio di Tom Whedon e dell'insegnante di storia Lee Stearns. Ha tre fratelli maggiori, Samuel, Matthew e Joss; ed uno minore, Zack.

### Carriera
Inizialmente orientato verso la composizione di tracce audio per videogiochi, Jed Whedon è stato membro della band musicale di Los Angeles The Southland fino al suo scioglimento. Successivamente entrato a sua volta nell'attività di famiglia, Whedon, assieme ai suoi fratelli Joss e Zack ed alla futura moglie Maurissa Tancharoen co-sceneggia il musical Dr. Horrible's Sing-Along Blog, che gli vale due Streamy Award, per la sceneggiatura e per le musiche; un Emmy Award e l'omaggio del The Paley Center for Media.
Nel 2009 compone, assieme a Felicia Day, la canzone "(Do You Wanna Date My) Avatar" per la webserie The Guild e ne dirige il videoclip. L'anno successivo, sempre assieme a Felicia Day e a Maurissa Tancharoen, fonda una nuova band, Jed Whedon and the Willing, e pubblica l'album History of Forgotten Things.
Diviene uno degli sceneggiatori principali della serie Dollhouse, prodotta dalla Fox e creata dal fratello Joss, fino alla cancellazione della stessa. In seguito lui e Maurissa si aggregano alla troupe di Spartacus, serie creata dall'ex-membro di Mutant Enemy Steven S. DeKnight.
Dopo aver collaborato nuovamente col fratello alla sceneggiatura di The Avengers, diviene co-creatore, assieme a lui ed alla moglie, della serie televisiva Agents of S.H.I.E.L.D..

## Vita privata
Il 19 aprile 2009 ha sposato la collega sceneggiatrice Maurissa Tancharoen.

## Filmografia

### Televisione
- Nancy, Sonny & Co. (1987) - attore
- Dr. Horrible's Sing-Along Blog (2008) - sceneggiatore
- Dollhouse (2009-2010) - sceneggiatore
- Drop Dead Diva (2009) - sceneggiatore
- Spartacus - Gli dei dell'arena (2011) - sceneggiatore
- Spartacus (2012-2013) - sceneggiatore
- Agents of S.H.I.E.L.D. (2013-2020) - co-creatore serie